# Doreen Hildebrandt

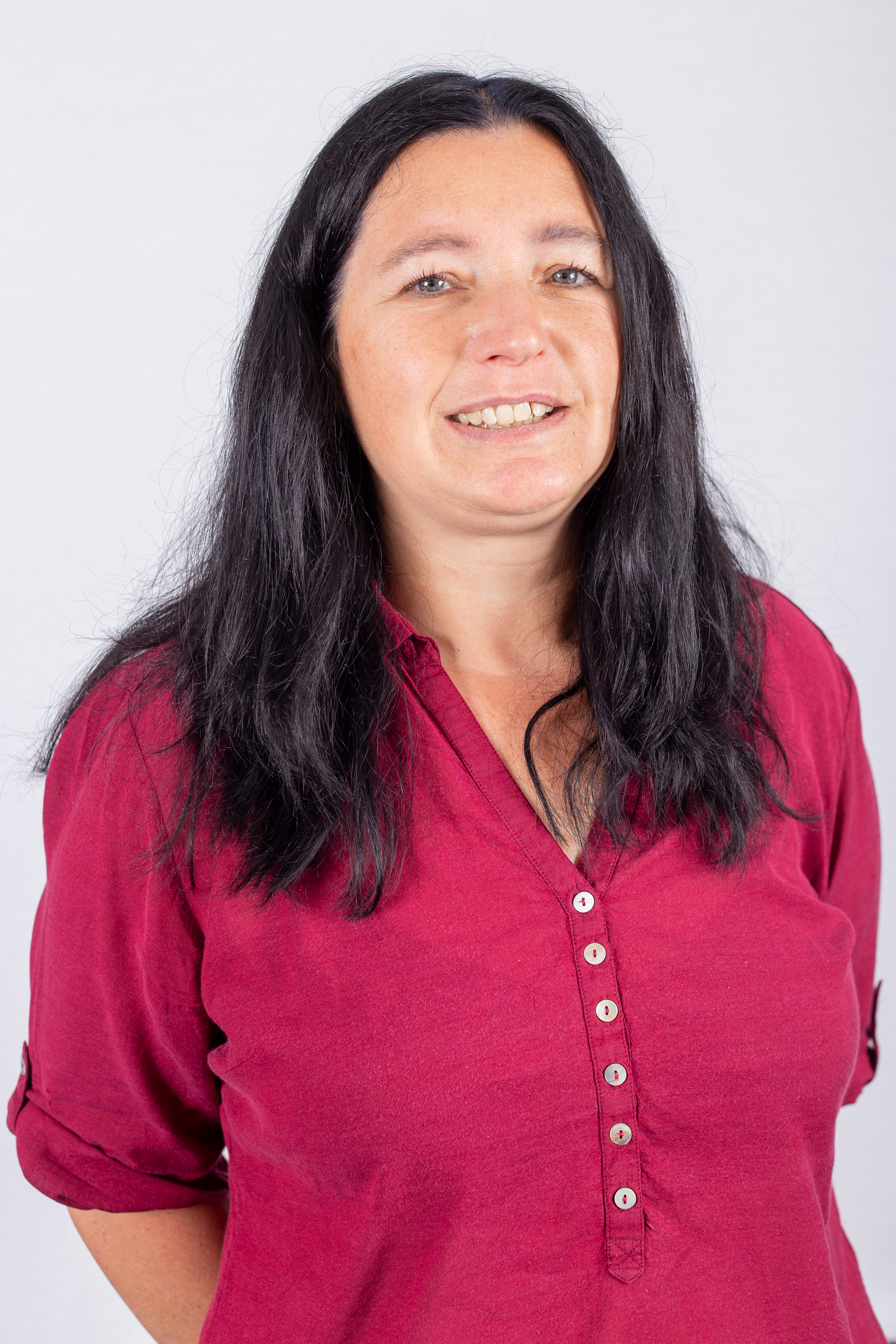
Doreen Hildebrandt 2018

Doreen Hildebrandt (* 6. Februar 1973 in Nordhausen) ist eine deutsche Politikerin (Die Linke) und war von 2016 bis 2021 Abgeordnete im Landtag von Sachsen-Anhalt.

## Leben
Hildebrandt wurde als Tochter eines Maurers und einer Kindergärtnerin geboren. Sie besuchte von 1979 bis 1989 die Polytechnische Oberschule in Sundhausen und absolvierte von 1989 bis 1992 eine Ausbildung als Eisenbahnerin, Fachrichtung Betriebstechnik mit Abitur, bei der Deutschen Reichsbahn in Erfurt. Im Anschluss nahm sie ein Studium mit dem Schwerpunkt Arbeitsverwaltung an der Fachhochschule des Bundes für öffentliche Verwaltung in Mannheim auf, das sie 1995 als Diplom-Verwaltungswirtin (FH) abschloss.
Hildebrandt war von 1995 bis 1999 als Sachbearbeiterin im Bereich berufliche Förderung Jugendlicher beim Landesarbeitsamt Sachsen-Anhalt-Thüringen in Halle (Saale) tätig. Nach einer beruflichen Weiterbildung in St. Ingbert nahm sie 1999 eine Tätigkeit als Berufsberaterin bei der Bundesagentur für Arbeit in Magdeburg auf, die sie bis heute ausübt. Bislang war sie in den Geschäftsstellen in Wanzleben-Börde, Oschersleben (Bode) und Haldensleben tätig.
Hildebrandt trat 2001 in die PDS ein, aus der später die Partei Die Linke hervorging. Bei der Landtagswahl im März 2016 wurde sie über die Landesliste ihrer Partei als Abgeordnete in den Landtag von Sachsen-Anhalt gewählt.
Seit November 2021 ist sie Vorsitzende der Linken im Landkreis Börde.